# Don Rosa

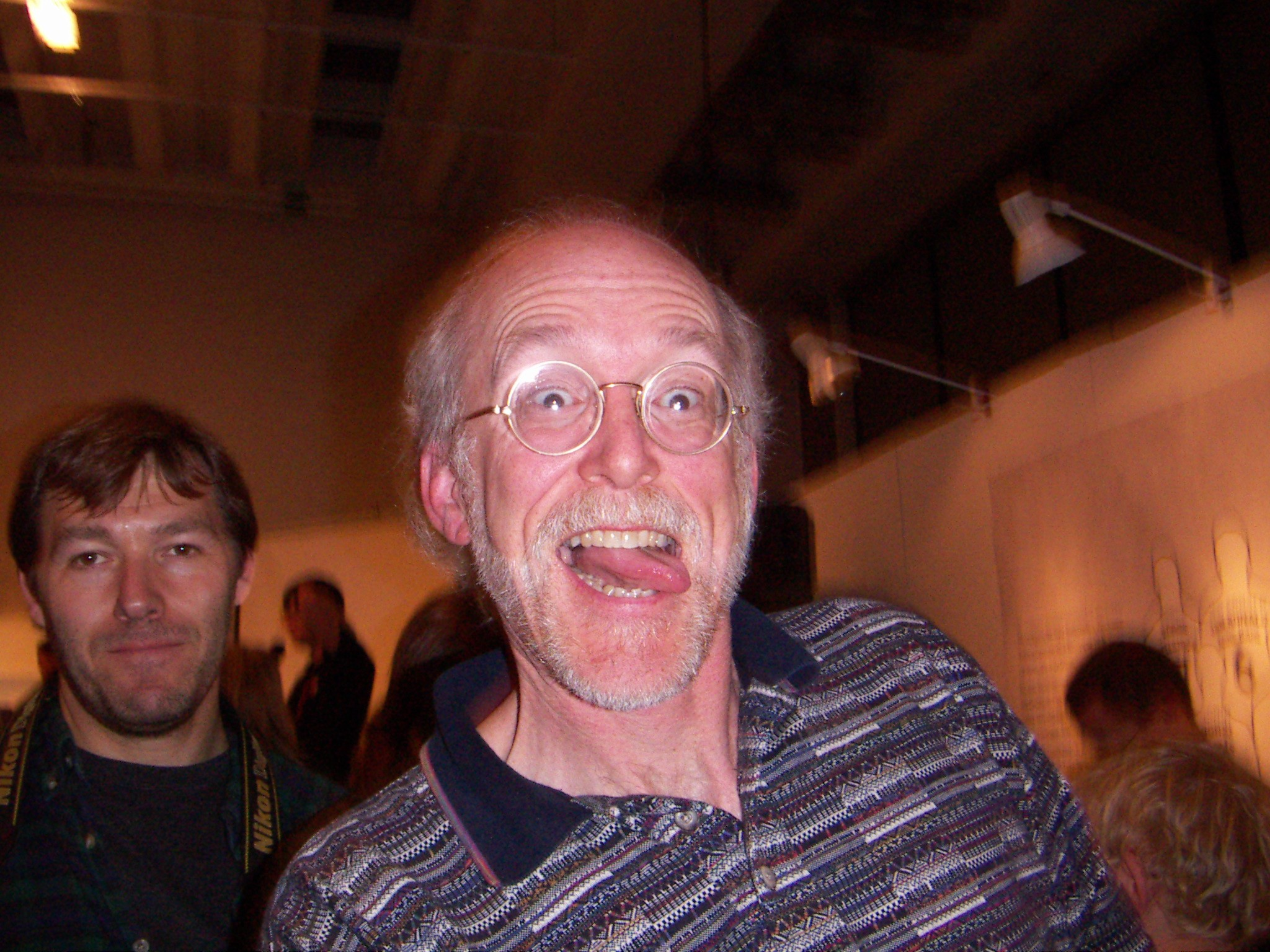
Don Rosa i Göteborg 2004.

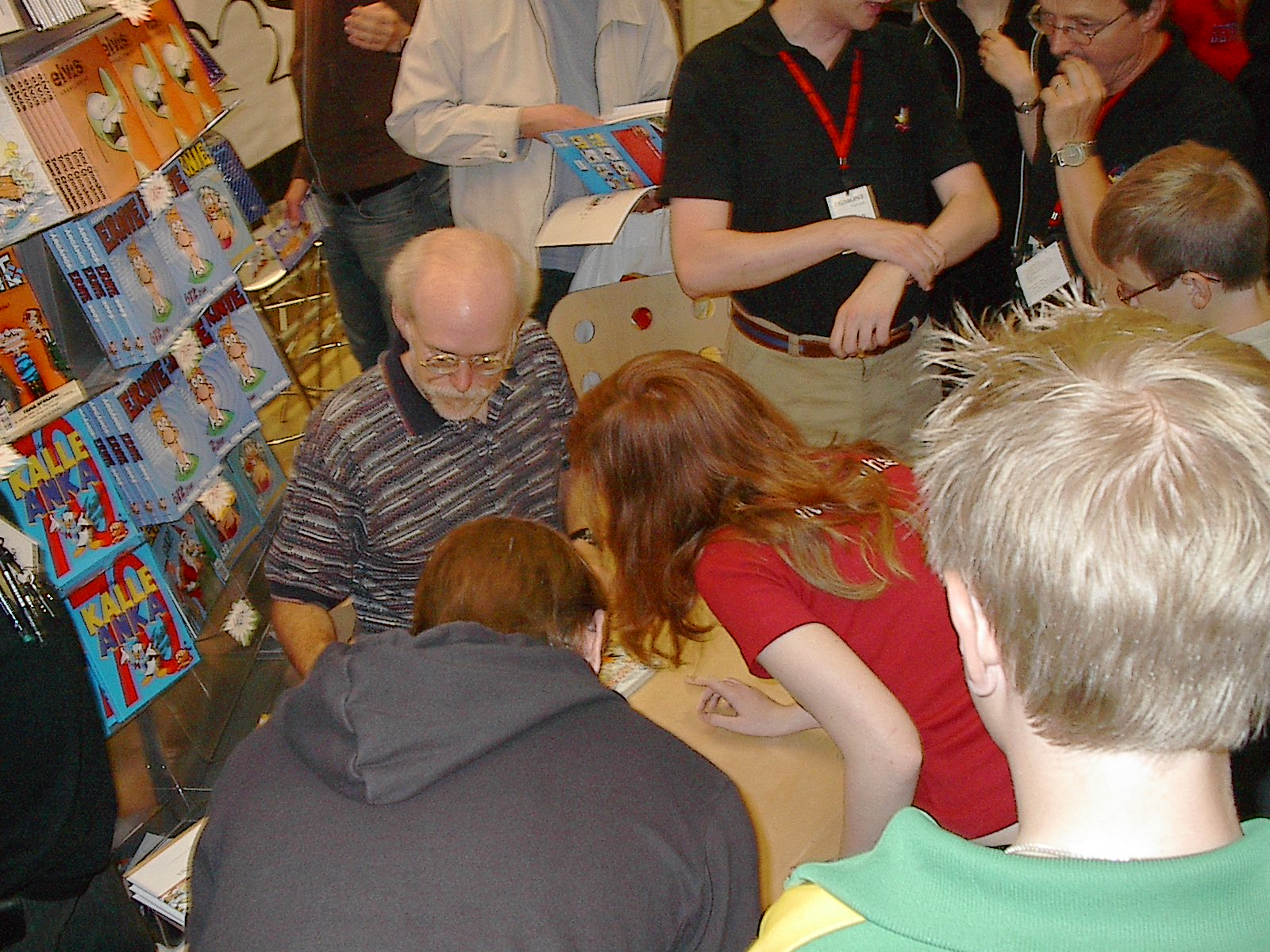
Don Rosa signerar på Bok- och biblioteksmässan i Göteborg 2004.

Keno Don Hugo Rosa, född 29 juni 1951 i Louisville, Kentucky, är en amerikansk Disney-tecknare, som är speciellt intresserad av serier med Joakim von Anka och Kalle Anka i huvudrollerna. Rosa är utbildad till ingenjör, men har försörjt sig på sitt tecknande. Numera hindrar hans allt sämre syn honom från att fortsätta med att teckna. Han är bosatt i Louisville i Kentucky. 
Don Rosa ses av många som Carl Barks arvtagare. Han har som ingen annan nutida Disney-tecknare försökt knyta ihop alla de lösa trådar som finns i serierna och skapa en sammanhängande historia för de figurer som lever i och kring Ankeborg. Hans idag mest kända skapelser är dels det släktträd för Kalle Ankas universum som han upprättade 1993 och dels den episka berättelse om Joakim von Ankas liv som han skrev mellan 1991 och 1993. Farbror Joakims Liv, som berättelsen heter, bygger på knapphändiga referenser från Carl Barks klassiska serier från åren 1947–1966. Don Rosa är därför den serieskapare som påverkat den ankistiska släktforskningen mest.

## Verk
Carl Barks och Don Rosa är några av de få konstnärer som har sina namn skrivna på Disney-tidningarnas omslag när deras berättelser blir publicerade. Hans berättelser är lätta att känna igen, då hans stil är mycket detaljerad. Rosa använder sig oftast av 12-rutiga sidoblad, istället för de sedvanliga åtta. Detta eftersom längden på hans berättelser annars skulle överstiga det godkända antalet sidor vid publicering. 
Don Rosa är mycket känd i Finland och år 1999 ritade han ett speciellt 33-sidors äventyr med Kalle Anka, Joakim von Anka, Oppfinnar-Jocke och Knattarna för sina finländska fans: Sammon Salaisuus eller Jakten på Kalevala, som är baserat på det finska nationaleposet Kalevala. Serien gav stor framgång i Finland. Seriens omslag var en parodi på en berömd tavla av Akseli Gallen-Kallela.

### Stil
Rosas teckningar är mycket detaljerade och ofta fyllda av små lustigheter, ibland i form av små figurer som i likhet med Sven Nordqvists mucklor (som befolkar barnböckerna om Pettson och Findus) skapar korta parallellhistorier i serien. Don Rosa har en uppenbar förkärlek för längre äventyrsberättelser. I sin strävan att pressa in de långa äventyren till det sidantal som han har till sitt förfogande utmärker Don Rosa sig genom att ha ovanligt många serierutor per sida.
Unikt med Don Rosa är även hans försök att utarbeta en mer vuxen stil, och lägger ner mycket tid på ordentlig efterforskning om platserna ankorna besöker. Detta gör att hans serier i högre grad än andra Disney-serier uppskattas av äldre läsare.
I stort sett alla hans serier är subtilt signerade i första serierutan med texten ”D.U.C.K.”, som uttyds ”Dedicated to Unca Carl from Keno” (på svenska Tillägnad farbror Carl från Keno), där Carl syftar på Carl Barks och Keno på ett av Don Rosas förnamn. Han signerar sina serier på detta sätt, eftersom Disney tidigare inte tillät signering av serier. Detta har dock senare förändrats.
Don Rosa har också sagt att han aldrig kommer rita en Musse Pigg-serie så länge han kan rita Kalle Anka. Däremot smyger han då och då in en liten Musse-figur i sina serier. 

### Humor
Ett annat av Rosas särmärken är den humor han utvinner genom att låta figurerna diskutera sådant som hittills hört till Kalle Anka-världens outtalade konstigheter, till exempel frånvaron av föräldrar och björnbusarnas avsaknad av förnamn. Detta kan beskrivas som metahumor. Exempel:
- Knattarna: ”Vi vet hur det känns att bli övergiven av sin familj”.
- En björnbuse säger om en annan: ”Vad kan man vänta sig annat än klantigheter av en med ett så fånigt nummer som 176-167?”
- Joakim von Anka till knattarna: ”Jag begriper inte hur Kalle kan skilja på er, som är identiskt lika”, varpå dessa upprört svarar unisont: ”Skulle vi vara identiskt lika!?”

#### Ordvitsar och översättning
Don Rosas tidiga serier innehöll många ordvitsar som gick an när han arbetade för ett engelskspråkigt förlag. När han började jobba för Egmonts förlag med säte i Köpenhamn fick han däremot begränsa sig. Egmont ger nämligen ut Kalle Anka-tidningar på flera språk och ordvitsar är besvärliga att översätta.
Ett exempel på en ordvits som trots allt gick att översätta är när Kalle Anka och knattarna undersökte ett berg efter värdefulla mineraler. Kalle Anka hittade en sten och frågade vad det var för något. Knattarna svarade att det var gnejs, men eftersom detta ord låter som ”nice” på engelska missuppfattade Kalle Anka detta och trodde hela tiden att knattarna sa att den var ”fin”. I den svenska översättningen har översättaren Stefan Diös bytt ut gnejs mot tuff.

## Priser och utmärkelser
- Adamsonstatyetten 1998
- Unghunden 1998
- Orla-priset 2005 för Hall of Fame